# Kongregace Školských sester Třetího řeholního řádu svatého Františka
Kongregace Školských sester Třetího řeholního řádu svatého Františka (zkráceně též např. Kongregace Školských sester sv. Františka či Kongregace Školských sester III. řádu, či jen františkánské terciářky) je katolická františkánská řeholní kongregace založená v Rakousku v roce 1843. 

## Historie
Zakladatelkou Kongregace byla Antonie Lamplová (Franziska Antonia Lampel 1807-1851), jejímiž předchůdkyněmi byly Anna Engelová a Amalia Lampelová (sestra Antonie Lamplové).

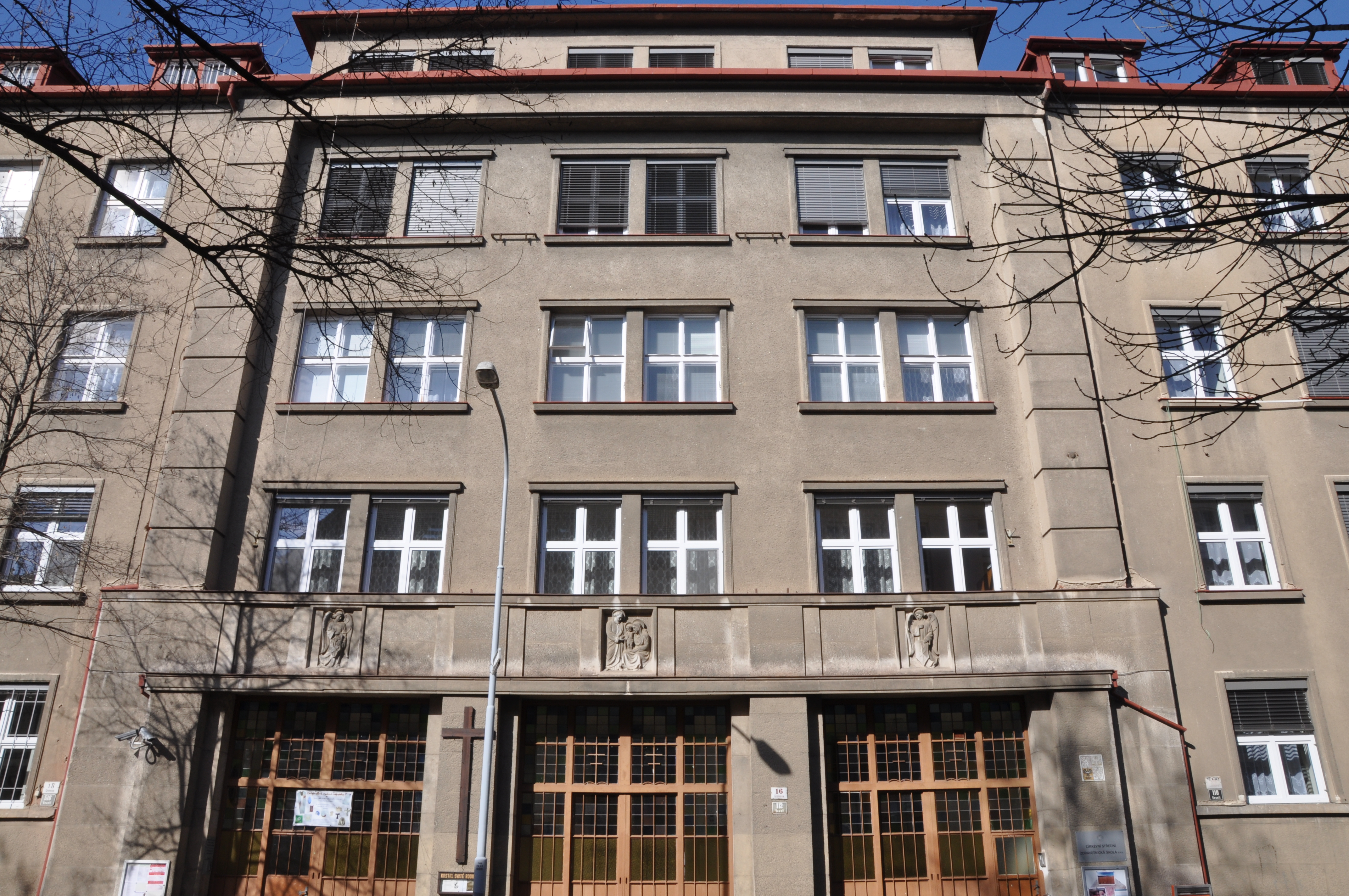
Současná podoba průčelí kostela Svaté rodiny kláštera milosrdných sester v Brně

Souběžně se organizovala v 50. letech 19. století školská větev Kongregace Milosrdných sester III. řádu sv. Františka z Assisi (Kongregation der Schulschwestern vom Dritten Orden des heiligen Franziskus von Assisi) na německé půdě Moravy v Moravské Třebové, kde v roce 1845 mladějovská terciářka Salomea Tisserová (Salomea Tißer aus Blosdorf) zakoupila dům pro první sestry. V roce 1846 pokračovaly františkánské terciářky sestra Romana (Pavlína Marschnerová / S. Romana Pauline Marschner) a sestra Klára (Rosina Willertová / Clara Willert). Olomoucký arcibiskup Maxmilián Sommerau-Beckh schválil vznik nového řeholního společenství 12. dubna 1849 a světící biskup Rudolf von Thyssebaert mu dal stanovy algersdorfských školských sester u Štýrského Hradce (nyní čtvrť Štýrského Hradce) s některými upřesňujícími doplňky.
V roce 1875 tvořila Kongregace Školských sester Třetího řeholního řádu nejsilnější skupinu školských řádových sester. V jejich majetku se nacházel klášter ve Vídni s 16 filiálními domy (Herrnals, Ottakring, Ober-St.-Veit, Mödling, Baden, Vöslau, Neustadt, Neunkirchen, Sebenstein, Stockerau a Enzersdorf im Thale), Judenau se 7 filiálními domy (St. Pölten, Pechlarn, Ybbs, Waidhofen an der Ybbs, Persenbeug, Marbach a Weitra), Vöklabrucku s 8 filiálními domy (Vöklabruck, Vöklamarkt, Ebensee, Mondsee, Frankenburg, Braunau, Ried a Waizenkirchen), Halleinu s 5 filiálními domy (Hallstatt, Salcburk, Uttendorf, Abtenau a St. Gilgen), Algersdorfu a Marburgu s 9 filiálními domy (Graz, Schwanberg, St. Peter, St. Georgen, Gröbming a Haus ve Štýrsku; St. Paul, St. Veit a Dellach v Korutanech), Moravské Třebové s řádovým domem v Přerově a 2 filiálními domy ve Šternberku a Uherském Brodě. Celkový počet řádových sester činil 383 s 62 novickami.

## Současnost
Kongregace působí na úrovni provincií v Česku, na Slovensku, v Itálii (kde sídlí úřad generální představené) a ve Spojených státech amerických. Mimo to Kongregace působí na nižších organizačních úrovních v Chile (misie), Indii (samostatná delegatura), Jihoafrické republice (misie) a Kazachstánu a Kyrgyzstánu (samostatná delegatura pro Střední Asii).